# 카를라 카무라치
카를라 카무라치(브라질 포르투갈어: Carla Camurati, 1960년 10월 14일 ~ )는 브라질의 배우, 영화 프로듀서이다. 그녀는 2016년 리우 올림픽 조직위원회의 예술 총감독 자리에 있다.